# Caterina Scorsone
Caterina Scorsone (narozena jako Caterina Reminy Scorsone 16. října 1981) je kanadská herečka. Proslavila se rolí Dr. Amelie Shepherd, sestry Dereka Shepherda, v seriálech Private Practice a Chirurgové a rolí Alice Hamilton z televizní minisérie Alice (2009).

## Životopis
Scorsone se narodila v Torontu v Ontariu. Je prostřední dítě z pěti sourozenců, 2 starších sester dvojčat a mladší sestry a bratra. Jedna z jejích starších sester je herečka Francesca Scorsone. (narozena roku 1977)
Navštěvovala školu Cardinal Carter Academy for the Arts v Torontu, kde hrála ve hře Oklahoma! a v několika dalších představeních. Dále pokračovala ve studiu na koleji Trinity College Torontské univerzity, kterou v roce 2005 dokončila a získala titul ze studií postmoderny.

## Kariéra
Její první televizní vystoupení bylo v kanadské televizní show Mr. Dressup, ve které se pravidelně objevovala již od svých devíti let.
V roce 1998 získala roli v show Peggy Delaney rádiové stanice CBC. Caterina zde ztvárnila roli Amber, 15letou dívku, která se přestěhovala z Vancouveru ke své matce do Toronta, aby zde navštěvovala školu.
Seriál, který znamenal pro Caterinu průlom v její herecké kariéře, byl seriál 1-800-Missing (nyní nazvaný Missing). Hrála zde postavu jménem Jess Mastriani, mladou ženu, která ve svých vizích vídá pohřešované lidi. Poté, co Jess zachrání několik pohřešovaných lidí, získá práci v FBI, kde se stane součástí speciální jednotky, která se specializuje na vyhledávání ztracených lidí.
V roce 2009 ztvárnila Scorsone roli Alice Hamilton v minisérii stanice Syfy Alice.
V roce 2010 se připojila k obsazení seriálu Private Practice, aby ztvárnila roli Amelie ("Amy"), sestru Dereka Shepherda ze seriálu Chirurgové. Do role byla obsazena poté, co Eric Stoltz, který režíroval jeden z dílů, uslyšel o roli Amelie a vzpomněl si právě na Caterinu Scorsone, se kterou spolupracoval na My Horrible Year!. Zmínil se o ní producentce a tvůrkyni seriálu Shondě Rhimes a všiml si také její podobnosti s hercem Patrickem Dempseym (hercem, který hraje Dereka Shepherda).
Od července roku 2010 se Caterina stala regulérní postavou seriálu Private Practice. Účinkovala ve třetím dílu sedmé řady Chirurgů, ve které s Derekem začali urovnávat jejich dávné spory. V březnu roku 2014 se navrátila do Chirurgů ve vedlejší roli. Od 11. řady byla její postavy povýšena na roli hlavní.

## Osobní život
Scorsone je vdaná za muzikanta Roba Gilese z hudební skupiny The Rescues. Společně mají tři dcery: Eliza ( 6. července 2012), Paloma Michaela (8. listopadu 2016) a Arwen Lucinda (na konci roku 2019). Její první těhotenství bylo zasazeno do storyline postavy, kterou ztvárnila v seriálu Private Practice, její druhé těhotenství do příběhu Amelie zapsáno nebylo a její třetí bylo zapsáno do děje šestnácté řady seriálu Chirurgové. Společně žijí v Los Angeles v Kalifornii.
Dne 9. května 2020 bylo oznámeno, že dvojice se rozhodla rozejít.

## Ocenění
V roce 2012 byla Caterina oceněna cenou PRISM za Nejlepší ženské vystoupení ve více epizodách v dramatickém seriálu, za její ztvárnění postavy drogově závislé Dr. Amelie Shepherd v seriálu Private Practice.

## Filmografie

### Film
| Rok  | Název            | Role            | Poznámky |
| ---- | ---------------- | --------------- | -------- |
| 1998 | Stávka!          | Susie           |          |
| 1999 | Třetí zázrak     | Maria Witkowski |          |
| 1999 | Teen Knight      | Alison          |          |
| 2010 | Na hraně temnoty | Melissa Conway  |          |
| 2014 | November Man     | Celia           |          |

### Televize
| Rok                    | Název                                   | Role                          | Poznámky                                                                            |
| ---------------------- | --------------------------------------- | ----------------------------- | ----------------------------------------------------------------------------------- |
| 1991–1994              | Mr. Dressup                             | —                             |                                                                                     |
| 1995                   | Shock Treatment                         | Robyn Belmore                 | TV film                                                                             |
| 1995                   | Tajemný hlas v telefonu                 | Angie                         | TV film                                                                             |
| 1996                   | Připravený nebo ne?                     | Colleen                       | díl: „The Girlfriend“                                                               |
| 1996, 1998             | Husí kůže                               | Jessica Walters / Sara Kramer | 4 díly                                                                              |
| 1996                   | Faktor Psí: Kronika paranormálních jevů | Megan Lester                  | díl: „Posedlost/Mimo čas“                                                           |
| 1996                   | Flash Forward – Vzpomínka na budoucnost | Darby                         | díl: „Saboteurs“                                                                    |
| 1998                   | Agenti z podsvětí                       | Alice "Allegra" Mansfield     | díl: „Little Sister“                                                                |
| 1998                   | Rescuers: Stories of Courage            | Irena Csizmadia               | TV film                                                                             |
| 1998–2000              | Power Play                              | Michelle Parker               | hlavní role, 26 dílů                                                                |
| 1999                   | Ďáblova čísla                           | Jessica                       | TV film                                                                             |
| 2000                   | Na nepřátelské půdě                     | Peggy                         | TV film                                                                             |
| 2000                   | Králové sexu                            | Liverty                       | TV film                                                                             |
| 2001                   | Ztracený rok                            | Babyface Hamilton             | TV film                                                                             |
| 2001                   | Borderline Normal                       | Beth                          | TV film                                                                             |
| 2002                   | The Associates                          | Anna Clay                     | 2 díly                                                                              |
| 2003–2006              | Pohřešovaní                             | Jessica (Jess) Mastriani      | hlavní role, 55 dílů                                                                |
| 2008                   | Hranice                                 | Sorrayya                      | díl: „Enemy Contact“                                                                |
| 2008                   | Hlídka                                  | Beth                          | díl: „The Beacon“                                                                   |
| 2008–2009              | Havárie                                 | Callie Wilkinson              | 4 díly                                                                              |
| 2009                   | Alice                                   | Alice Hamilton                | minisérie, 2 díly                                                                   |
| 2009                   | Castle na zabití                        | Joanne Delgado                | 1 epizoda — "Home is Where the Heart Stops"                                         |
| 2010–2013              | Private Practice                        | Dr. Amelia Shepherd           | vedlejší role (3. řada), hlavní role (4.–6. řada), 62 dílů                          |
| 2010, 2012, 2014–dosud | Chirurgové                              | Dr. Amelia Shepherd           | hostující role (7.–8. řada), vedlejší role (10. řada), hlavní role (11. řada–dosud) |
| 2020–dosud             | Station 19                              | Dr. Amelia Shepherd           | 2 díly                                                                              |